# Queen of Denmark
Queen of Denmark è l'album di debutto da solista del cantautore ed ex frontman dei The Czars John Grant, pubblicato il 19 aprile 2010 dalla Bella Union. Le canzoni sono state registrate dal luglio ad ottobre 2008 e dal maggio al luglio 2009 a Denton, Texas, presso lo studio di registrazione della band folk rock statunitense Midlake i cui membri hanno curato gli arrangiamenti e, attraverso il bassista Paul Alexander e il chitarrista Eric Pulido, anche la produzione.
Dell'album è stata pubblicata una edizione limitata contenente un ulteriore disco con le tracce bonus "That's the Good News", "Supernatural Defibrillator", "Fireflies" e "What Time?".
L'album gli è valso un Mojo Award come "Miglior artista dal vivo", oltre a due ulteriori nomination per le categorie "Miglior canzone", con "Marz", e "Miglior album".

## Tracce
1. TC and Honeybear – 5:04
2. I Wanna Go To Marz – 3:56
3. Where Dreams Go to Die – 6:02
4. Sigourney Weaver – 3:29
5. Chicken Bones – 3:36
6. Silver Platter Club – 4:09
7. It's Easier – 4:36
8. Outer Space – 3:13
9. Jesus Hates Faggots – 3:46
10. Caramel – 3:33
11. Leopard and Lamb" – 4:39
12. Queen of Denmark – 4:47

## Musicisti
- John Grant – voce, pianoforte, tastiere, sintetizzatore

### Altri musicisti
- Eric Pulido – chitarra elettrica, chitarra acustica
- Eric Nichelson – chitarra elettrica, chitarra acustica
- Paul Alexander– basso, fagotto
- McKenzie Smith – batteria
- Tim Smith – flauto
- Jesse Chandler – pianoforte
- Britt Herrington – tastiere, sintetizzatore
- Robert Gomez – chitarra
- Bryan Van Divier – chitarra baritona
- Fiona Brice – cordofoni
- Buffi Jacobs – violoncello
- David Pierce – trombone
- Sara Lov – seconda voce su "Chicken Bones"